# 4391 Balodis
4391 Balodis este un asteroid din centura principală, descoperit pe 21 august 1977 de Nikolai Cernîh.